# Football dans les États fédérés de Micronésie
Le football est un des sports pratiqués dans les États fédérés de Micronésie. Il est un sport amateur. La pratique du football en compétition est dirigée par des associations internes à chaque État qui peuvent inscrire une sélection aux Jeux de la Micronésie. La Fédération des États fédérés de Micronésie de football n'est pas reconnue par la Confédération du football d'Océanie et par la FIFA. De fait l'équipe nationale ne peut pas participer aux qualifications à la coupe du monde de football, mais elle peut s'inscrire aux Jeux du Pacifique.
Le palmarès du football micronésien est peu fourni. Il comporte une victoire de l'équipe de Pohnpei aux Jeux de la Micronésie de 2014 et une victoire de la sélection nationale lors de la Coupe de Micronésie de 1999. La sélection des moins de 23 ans s'est fait remarquer par un nombre record de buts encaissés aux Jeux du Pacifique de 2015.

## Pratique du football
Le football est introduit dans les États fédérés de Micronésie, dans un premier temps dans l'État de Pohnpei en 1985, par l'avocat ghanéen Thomas Tetteh,. Au début des années 1990, le football fait son apparition sur l'île de Yap dans l'État de Yap où le docteur américain David Rutstein y joue avec quelques jeunes de l'île et des expatriés.
Les compétitions de football au niveau local sont organisées au niveau de chacun des États par des associations différentes : la Chuuk Football Association, la Pohnpei Soccer Association et la Yap Soccer Association. La pratique du football n'est pas organisée dans l'État de Kosrae. Les États de Chuuk, Pohnpei et Yap inscrivent des sélections indépendantes aux Jeux des États fédérés de Micronésie et aux Jeux de la Micronésie.
Les États de Pohnpei et de Yap organisent un championnat de clubs sur leur territoire, respectivement depuis 2009 et 2014. Un championnat de football à sept est attesté en 2014 dans l'État de Chuuk. À Pohnpei, un tournoi est également organisé depuis 2009 à l'occasion du Jour de la libération, un jour férié marquant la libération de l'emprise japonaise grâce à l'intervention américaine. Ce tournoi et le championnat ont été créés à l'instigation de deux jeunes anglais, Matthew Conrad et Paul Watson, venus par défis personnels constituer une sélection de football de Pohnpei,. À Yap, un tournoi entre municipalités de l'État a lieu lors des Yap Games, une compétition multisport.
La pratique du football au niveau international est également dirigée par la Fédération des États fédérés de Micronésie de football, créée en 1999 par David Rustein, à laquelle est rattachée l'Équipe des États fédérés de Micronésie de football. Cette fédération n'est ni reconnue par l'OFC ni par la FIFA. Le coût du transport aérien est une limite importante au développement de la pratique du football au niveau international. Pour cette raison, la Fédération des États fédérés de Micronésie de football pourrait privilégier une adhésion à la Confédération asiatique de football et non la Confédération du football d'Océanie, certaines équipes telles que celle de Guam étant géographiquement plus proches.

## Résultats dans les compétitions locales
Les Island Pit-Bulls sont le principal club de l'État de Pohnpei ayant remporté à sept reprises le championnat et trois fois le Liberation day tournament avant qu'il ne soit réservé à des équipes de municipalités.
Les deux premières éditions du championnat de l'État de Yap, l'Islandwide Soccer League, créée en 2014, ont été remportées par le club de Nimgil Youth Organisation. Une sélection de la municipalité de Nimgil a remporté les quatre dernières éditions du tournoi des Yap Games.
Les résultats de la Chuuk soccer league sont inconnus.
| Pohnpei | Pohnpei | Yap                                                                  | Yap                                                         |
| League | Liberation Day Tournament                                                                                       | Islandwide Soccer League                                             | Yap Games                                                   |
| --- | --- | -------------------------------------------------------------------- | ----------------------------------------------------------- |
| Island Pit-Bulls (7) : 2009, printemps 2012, automne 2012, automne 2013, automne 2014, printemps 2015, 2017 SDA United (2) : 2010, 2011 Vainqueur inconnu : printemps 2013, printemps 2014, 2016 | Island Pit-Bulls (3) : 2009, 2010, 2011 College of Micronesia : 2012 Nett (2) : 2013, 2014 Colonia : 2015, 2016 | Nimgil Youth Organisation : 2014/2015, 2015 Vainqueur inconnu : 2016 | Nimgil (4) : 2013, 2014, 2015, 2016 Maap : 2011 Rull : 2012 |

## Résultats dans les compétitions internationales

### Les sélections des États
Trois des quatre États du pays, Chuuk, Pohnpei et Yap ont inscrit une sélection de football à des compétitions. L'État de Kosrae n'en a jamais présenté, le football n'y étant pas organisé.

#### Jeux des États fédérés de Micronésie
Le football n'a été inscrit au programme des Jeux des États fédérés de Micronésie, une compétition multisport, que lors de la troisième et dernière édition, en 2001. Le tournoi comporte une phase de groupe que l'équipe de l'État de Yap domine en battant Chuuk par 5 buts à 0 et en concédant le nul 1 partout face à Pohnpei. Chuuk bat Pohnpei 2 à 1. La finale se joue entre Yap et Chuuk. Après un premier match sans but, Yap s'adjuge la compétition en marquant lors du match d'appoint.

#### Jeux de la Micronésie
Les États fédérés de Micronésie sont représentés aux Jeux de la Micronésie par des sélections des États. Un tournoi d'exhibition officiellement nommé W.C.T.C. Shell Soccer Exhibition a lieu en parallèle des Jeux de la Micronésie de 1998, sur un terrain de taille inférieure aux normes officielles, à l'Emmaus High School à Koror à Palaos. Deux États y inscrivent une sélection, Pohnpei et Yap. Le tournoi de football se déroule du 27 juillet au 1er août avec des équipes de neuf joueurs sur un format de 2 x 40 minutes. Celle de Pohnpei est composée de « joueurs étrangers ayant de très faibles connexions avec Pohnpei ». L'équipe perd l'ensemble de ses matchs du premier tour : 16 à 1 contre Guam, 7 à 1 contre les Palaos, 13 à 2 contre Palaos B, 11 à 2 contre les îles Mariannes du Nord, 4 à 3 contre Yap. L'équipe de Yap ne remporte pas d'autre match lors de cette première phase puisqu'elle s'incline 7 à 1 contre Palaos, 8 à 0 contre les îles Mariannes du Nord, 15 à 0 contre Guam et 6 à 3 contre Palaos B. En match de classement pour la cinquième place, Yap bat Pohnpei aux tirs au but 5 à 4 après 0 à 0 dans le temps réglementaire.
Des sélections des États n'apparaissent officiellement aux Jeux de la Micronésie que lors de l'édition de 2014. Elles sont pour les équipes de Pohnpei et de Yap l'occasion de renouer avec les matchs internationaux. L'équipe de Chuuk y fait sa première apparition. La compétition de football qui se tient au stade de la Pohnpei Island Central School du 25 au 29 juillet débute par un tournoi toutes rondes entre les quatre équipes en lice. Pohnpei y tient le rôle de grand favori et le confirme en gagnant ses trois matchs de cette première phase : 3 à 1 contre les Palaos, 4 à 0 contre Yap et 3 à 2 contre Chuuk. L'équipe de Yap bat Chuuk 3 à 2 et fait match nul avec Palaos qui écrase Chuuk 5 à 0. Les deux premiers de cette première phase se qualifient pour la finale. Pohnpei retrouve donc Palaos qu'il bat à nouveau sur le score de 3 à 1. Lors du match pour la troisième place, Chuuk bat Yap 3 à 1,.

#### Bilan des équipes des états contre des sélections régionales ou nationales
Mise à jour le 26 juillet 2018.
| Adversaire | J  | G | N | P | Bp | Bc | Diff |
| ---------- | -- | - | - | - | -- | -- | ---- |
| Yap        | 6  | 1 | 1 | 4 | 7  | 14 | -7   |
| Pohnpei    | 3  | 1 | 1 | 1 | 5  | 5  | 0    |
| Palaos     | 3  | 0 | 0 | 3 | 0  | 7  | -7   |
| Bilan      | 12 | 2 | 2 | 8 | 12 | 26 | -14  |

| Adversaire             | J  | G | N | P | Bp | Bc | Diff |
| ---------------------- | -- | - | - | - | -- | -- | ---- |
| Chuuk                  | 3  | 1 | 1 | 1 | 5  | 5  | 0    |
| Guam                   | 1  | 0 | 0 | 1 | 1  | 16 | -15  |
| Guam, moins de 18 ans  | 1  | 0 | 0 | 1 | 0  | 3  | -3   |
| Îles Mariannes du Nord | 1  | 0 | 0 | 1 | 2  | 11 | -9   |
| Palaos                 | 4  | 3 | 0 | 1 | 9  | 10 | -1   |
| Palaos B               | 1  | 0 | 0 | 1 | 2  | 13 | -11  |
| Yap                    | 6  | 2 | 2 | 2 | 13 | 9  | +4   |
| Bilan                  | 17 | 6 | 3 | 8 | 32 | 67 | -35  |

| Adversaire             | J  | G | N | P | Bp | Bc | Diff |
| ---------------------- | -- | - | - | - | -- | -- | ---- |
| Chuuk                  | 6  | 4 | 1 | 1 | 14 | 7  | +7   |
| Pohnpei                | 6  | 2 | 2 | 2 | 9  | 13 | -4   |
| Palaos                 | 3  | 1 | 1 | 1 | 5  | 10 | -5   |
| Palaos B               | 1  | 0 | 0 | 1 | 3  | 6  | -3   |
| Guam                   | 1  | 0 | 0 | 1 | 0  | 15 | -15  |
| Îles Mariannes du Nord | 1  | 0 | 0 | 1 | 0  | 8  | -8   |
| Bilan                  | 18 | 7 | 4 | 7 | 33 | 60 | -28  |

### La sélection nationale
L'équipe des États fédérés de Micronésie de football joue ses deux premiers matchs, amicaux, contre Guam en juin 1999 et les perd 3 à 0 et 4 à 1. Un mois plus tard, lors de l'unique édition de la Coupe de Micronésie, l'équipe remporte un match 7 à 0 contre les îles Mariannes du Nord et deux autres matchs contre des sélections de joueurs. Elle remporte donc la compétition. Les deux apparitions de l'équipe des États fédérés de Micronésie de football aux Jeux du Pacifique, en 2003,, puis en 2015 avec une sélection de joueurs de moins de 23 ans se soldent par de lourdes défaites et à chaque fois la dernière place du tournoi. Elle encaisse 52 buts en quatre matchs sans en marquer en 2003,, 144 buts sans en inscrire en trois matchs en 2015.

### Articles de journaux en ligne
1. ↑  (en) « Pair's hopes for football minnows », sur news.bbc.co.uk, BBC, 17 août 2009 (consulté le 17 septembre 2016).
2. 1 2  (en) Larry Perl, « Coach gives soccer kick on faraway land of Yap », sur baltimoresun.com, The Baltimore Sun, 6 août 2003 (consulté le 1er octobre 2016).
3. ↑  (en) Ryan Eliwise, « Pohnpei’s Liberation Day Games complete », sur kpress.info, Kaselehlie Press, 4 octobre 2015 (consulté le 18 septembre 2016).
4. ↑  Alain Mercier, « J'ai entraîné l'une des pires équipes du monde », sur rue89.nouvelobs.com, 22 février 2012 (consulté le 27 octobre 2015).
5. ↑  (en) Steve Menary, « Micronesia is struggling to keep the game afloat, writes Steve Menary », sur worldsoccer.com, Time Inc., 19 novembre 2009 (consulté le 24 septembre 2016).
6. ↑  « La Micronésie encaisse 68 buts en 2 matches ! », sur metronews.fr, Metronews, 6 juillet 2015 (consulté le 3 mars 2016).
7. ↑  « Football : la Micronésie encaisse 114 buts en trois matchs », sur leparisien.fr, Le Parisien, 7 juillet 2015 (consulté le 3 mars 2016).

### Autres sites internet
- (en) « Site internet de la Pohnpei Soccer Association », Pohnpei Soccer Association (consulté le 17 septembre 2016).

1. ↑  « History » (version du 8 février 2011 sur Internet Archive).
2. ↑  « News », 13 octobre 2010 (version du 8 février 2011 sur Internet Archive).

- (en) « The Record Sporting Soccer Statistics Foundation », RSSSF.

1. 1 2 3 4  « Micronesia - Palmares », 1er septembre 2016 (consulté le 18 septembre 2016).
2. ↑  « Micronesia 2014/15 », 18 août 2016 (consulté le 22 septembre 2016).
3. ↑  « Third FSM Games (football) », 23 juillet 2015 (consulté le 12 avril 2015).
4. 1 2 3  (en) « Micronesian Games 1998 », 2 octobre 2014 (consulté le 10 février 2016) : « Yap played with a real selection from the island, while Pohnpei featured foreign players with little connection to Pohnpei. ».
5. 1 2 3 4  « Micronesia - International Matches », 3 janvier 2004 (consulté le 4 juillet 2015).
6. 1 2  « South Pacific games 2003 », 20 août 2015 (consulté le 3 octobre 2016).

- Sites divers

1. 1 2  (en) « Micro Games 2014: Pohnpei confirma favoritismo e conquista medalha de ouro no futebol; Chuuk surpreende e fatura o bronze », Futebolnaoceania (consulté le 3 février 2016).
2. ↑  (en) « 8th Micronesian Games, Medal round », sur websites.sportstg.com, Comité d'organisation des Jeux de la Micronésie de 2014 (consulté le 18 septembre 2016).